# Кузьміна Тетяна Анатоліївна
Тетяна Анатоліївна Кузьміна (Лук'янченко) — українська вчена у галузях зоології та паразитології, фахівець з нематод коневих та їх контролю, а також з гельмінтів деяких морських ссавців, кандидат біологічних наук (2005), старший науковий співробітник відділу паразитології Інституту зоології НАН України, учений секретар Українського наукового товариства паразитологів. Авторка близько 150 наукових праць, більшість з яких опублікована у провідних міжнародних журналах, зокрема таких, як «Veterinary Parasitology», «Systematic Parasitology», «Scientific Reports» тощо.
Станом на 2024 рік має одні з найвищих наукометричних показників серед зоологів України: індекс Гірша 18 у Scopus (1157 цитувань, 94 документи) і 22 у Google Scholar (1819 цитувань).

## Життєпис
Протягом 1991—1996 років навчалася на кафедрі зоології біологічного факультету Київського національного університету імені Тараса Шевченка. Одночасно працювала лаборантом у різних закладах, зокрема протягом 1992—1993 — у Інституті зоології НАН України. 1997 року поступила до аспірантури у цю установу, після завершення якої працює там на різних посадах. У 2004 році захистила кандидатську дисертацію на тему «Біологічні основи інтегрованого контролю стронгілід (Nematoda: Strongylida) — паразитів коней в умовах України» (науковий керівник Г. М. Двойнос) і отримала відповідний ступінь у 2005 році. 2013 року отримала звання старшого наукового співробітника.

## Тематика досліджень
Основним напрямком роботи Т. А. Кузьміної, за яким зокрема було захищено її кандидатську дисертацію, є вивчення нематод-стронгілід, що паразитують у коневих, та різноманітних засобів боротьби з ними. Перш за все ці дослідження стосуються паразитів коня свійського, зокрема його цінних порід, а також паразитів віслюка, коня Пржевальського, видів зебр тощо. Опубліковані праці Т. А. Кузьміної на цю тематику стосуються нематод коневих не лише України, але також Польщі, Швеції, США, Китаю, Ефіопії, Росії тощо. Зокрема у працях Т. А. Кузьміної експериментально показано наскільки ефективними є різноманітні антигельмінтні засоби, що засовуються для боротьби з нематодами коней, і наскільки стійкими є різні види цих гельмінтів до тих чи інших препаратів за різних умов. Це дозволяє оптимізувати на практиці заходи по боротьбі з паразитами коней.
З 2011 року, переважно за результатами декількох тривалих експедицій на Острів Святого Павла (Аляска, США), Т. А. Кузьміна займається також вивченням паразитів, здебільшого нематод, цестод і акантоцефал, деяких морських ссавців, перш за все північного морського котика і тюленя звичайного.
У 2015 році описала новий для науки вид паразитичних нематод з каліфорнійського морського лева — Uncinaria lyonsi (родина Ancylostomatidae). 2021 року з двох видів американських морських левів описала у співавторстві ще один новий для науки вид гельмінтів — цестоду Diphyllobothrium sprakeri (родина Diphyllobothriidae).
З 2020 опубліковала з колегами низку праць щодо гельмінтів морських антарктичних риб.

## Деякі найважливіші публікації
- Лукьянченко Т. А. 2000. Использование хищного гриба Duddingtonia flagrans для сокращение численности инвазионных личинок стронгилид лошадей [Архівовано 13 квітня 2018 у Wayback Machine.]. Вестник зоологии. 34 (3): 67—72.
- Кузьмина Т. А., Харченко В. А., Старовир А. И., Двойнос Г. М. 2004. Применение метода диагностической дегельминтизации для изучения кишечных гельминтов лошадей [Архівовано 23 січня 2022 у Wayback Machine.]. Вестник зоологии. 38 (5): 67—70.
- Kuzmina T. A., Kharchenko V. A., Starovir A. I., Dvojnos G. M. 2005. Analysis of the strongylid nematodes (Nematoda: Strongylidae) community after deworming of brood horses in Ukraine [Архівовано 4 листопада 2019 у Wayback Machine.]. Veterinary Parasitology. 131 (3): 283—290.
- Kuzmina T. A., Kuzmin Y. I., Kharchenko V. A. 2006. Field study on the survival, migration and overwintering of infective larvae of horse strongyles on pasture in central Ukraine. Veterinary Parasitology. 141 (3-4): 264—272.
- Kuzmina T. A., Kharchenko V. O. 2008. Anthelmintic resistance in cyathostomins of brood horses in Ukraine and influence of anthelmintic treatments on strongylid community structure. Veterinary Parasitology. 154 (3-4): 277—288.
- Kuzmina Т. A., Kuzmin Y. I. 2008. The strongylid community of working donkeys (Equus asinus L.) in Ukraine. Vestnik Zoologii. 42 (2): 99—104.
- Kharchenko V., Kuzmina T., Trawford A., Getachew M., Feseha G. 2009. Morphology and diagnosis of some fourth-stage larvae of cyathostomines (Nematoda: Strongyloidea) in donkeys Equus asinus L. from Ethiopia. Systematic Parasitology. 72 (1): P. 1—13.
- Kuzmina T. A., Zvegintsova N. S. Zharkikh T. L. 2009. Strongylid community structure of the Przewalski's horses (Equus ferus przewalskii) from the biosphere reserve «Askania-Nova», Ukraine. Vestnik Zoologii. 43 (3): 209—215.
- Kuzmina T. A., Tolliver S. C., Lyons E. T. 2011. Three recently recognized species of cyathostomes (Nematoda: Strongylidae) in equids in Kentucky. Parasitology Research. 108 (5): 1179—1184.
- Kuzmina T. A. 2012. Analysis of regional peculiarities of strongylids (Nematoda: Strongylidae) biodiversity in domestic horses in Ukraine [Архівовано 28 липня 2018 у Wayback Machine.]. Vestnik Zoologii. 46 (1): 9—17.
- Kuzmina T. A. 2012. Contamination of the environment by strongylid (Nematoda: Strongylidae) infective larvae at horse farms of various types in Ukraine. Parasitology Research. 110 (5): 1665—1674.
- Kuzmina T. A., Lisitsyna O. I., Lyons E. T., Spraker T. R., Tolliver S. C. 2012. Acanthocephalans in northern fur seals (Callorhinus ursinus) and a harbor seal (Phoca vitulina) on St. Paul Island, Alaska: species, prevalence and biodiversity in four fur seal subpopulations. Parasitology Research. 111 (3): 1049—1058.
- Kuzmina T. A., Kuzmin Y. I., Tkach V. V., Spraker T. R., Lyons E. T. 2013. Ecological, morphological, and molecular studies of Acanthocheilonema odendhali (Nematoda: Filarioidea) in northern fur seals (Callorhinus ursinus) on St. Paul Island, Alaska. Parasitology Research. 112 (9): 3091—3100.
- Kuzmina T. A., Kharchenko V. A., Zvegintsova N. S., Zhang L., Liu J. 2013. Strongylids (Nematoda: Strongylidae) in two zebra species from the Askania-Nova Reserve, Ukraine: biodiversity and parasite community structure. Helminthologia 50 (3: 172—180.
- Kuzmina T. A., Lyons E. T., Spraker T. R. 2014. Anisakids (Nematoda: Anisakidae) fromstomachs of northern fur seals (Callorhinus ursinus) on St. Paul Island, Alaska: parasitological and pathological analysis. Parasitology Research. 113 (12): 4463—4470.
- Kuzmina T. A., Hernandez-Orts J. S., Lyons E. T., Spraker T. R., Kornyushyn V. V., Kuchta R. 2015. Cestode community in northern fur seals (Callorhinus ursinus) on St. Paul Island, Alaska. International Journal for Parasitology: Parasites and Wildlife 4: 256—263.
- Kuzmina T. A., Kuzmin Y. I. 2015. Description of Uncinaria lyonsi n. sp. (Nematoda: Ancylostomatidae) from the California sea lion Zalophus californianus Lesson (Carnivora: Otariidae). Systematic Parasitology. 90: 165—176.
- Kuzmina T. A., Dzeverin I. I., Kharchenko V. A. 2016. Strongylids in domestic horses: Influence of horse age, breed and deworming programs on the strongyle parasite community. Veterinary Parasitology. 227: 56—63.
- Kuzmina T. A., Zvegintsova N. S., Zharkikh T. L. 2017. Gastrointestinal parasite community in a new population of the Przewalski's horse (Equus ferus przewalskii) in the Orenburg State Reserve, Russia. Vestnik Zoologii. 51 (3): 243—250.
- Kuzmina T. A., Tkach V. V., Spraker T. R., Lyons E. T., Kudlai O. 2018. Digeneans of northern fur seals Callorhinus ursinus (Pinnipedia: Otariidae) from five subpopulations on St. Paul Island, Alaska. Parasitology Research. 1—8.
- Kuzmina T. A., Spraker T. R., Kudlai O., Lisitsyna O. I., Zabludovskaja S. O., Karbowiak G., Fontaine C., Kuchta R. 2018. Metazoan parasites of California sea lions (Zalophus californianus): A new data and review. International Journal for Parasitology: Parasites and Wildlife. 7 (3): 326—334.
- Kuzmina T.A., Kuzmin Y., Dzeverin I., Lisitsyna O.I., Spraker T.R., Korol E.M., Kuchta R. 2020. Review of metazoan parasites of the northern fur seal (Callorhinus ursinus) and the analysis of the gastrointestinal helminth community of the population on St. Paul Island, Alaska. Parasitology Research. 1—16.
- Louro M., Kuzmina T.A., Bredtmann C.M., Diekmann I., de Carvalho L.M.M., von Samson-Himmelstjerna G., Krücken J. 2021. Genetic variability, cryptic species and phylogenetic relationship of six cyathostomin species based on mitochondrial and nuclear sequences. Scientific Reports. 11 (1): P. 1—10.
- Kuzmina T.A., Königová A., Antipov A., Kuzmin Y., Kharchenko V., Syrota Y. 2024. Changes in equine strongylid communities after two decades of annual anthelmintic treatments at the farm level. Parasitology Research. 123 (394): 1–12.